# Anthems of Rebellion
Anthems of Rebellion — пятый студийный альбом шведской мелодик-дэт-метал-группы Arch Enemy был выпущен в августе 2003 года на лейбле Century Media Records.
Anthems of Rebellion второй альбом с участием Ангелы Госсов. Также это единственный альбом на котором применён чистый бэк-вокал. Бэк-вокал партии были исполнены гитаристом Arch Enemy Майклом Эмоттом.

## Видео
На песню «We Will Rise» из этого альбома, режиссёром Джорджем Браво (George Bravo) был снят видеоклип.
На видео показан легион людей, бегущих по берегу под тёмным небом.

## Значение
В марте 2023 года группа авторов американского издания Rolling Stone включила песню «We Will Rise» данного альбома в список «100 величайших хеви-метал песен всех времён». В этом рейтинге она заняла 61-ю позицию, заметку о ней составил Дэн Эпштейн.

## Список композиций
1. «Tear Down the Walls (Intro)» — 0:32 (музыка: М. Эмотт)
2. «Silent Wars» — 4:15 (музыка: М. Эмотт/К. Эмотт; текст: Госсов)
3. «We Will Rise» — 4:07 (музыка: К. Эмотт/М. Эмотт; текст: М. Эмотт)
4. «Dead Eyes See No Future» — 4:14 (музыка: К. Эмотт/М. Эмотт; текст: М. Эмотт/Госсов)
5. «Instinct» — 3:37 (музыка и текст: М. Эмотт)
6. «Leader of the Rats» — 4:21 (музыка: К. Эмотт/М. Эмотт/Д’Анжело; текст: Госсов/М. Эмотт)
7. «Exist to Exit» — 5:22 (музыка: Эрландссон/К. Эмотт/М. Эмотт; текст: Госсов/М. Эмотт)
8. «Marching on a Dead End Road» — 1:17 (музыка: К. Эмотт)
9. «Despicable Heroes» — 2:12 (музыка: Эрландссон/М. Эмотт; текст: Госсов)
10. «End of the Line» — 3:36 (музыка: М. Эмотт/К. Эмотт; текст: М. Эмотт)
11. «Dehumanization» — 4:15 (музыка: М. Эмотт; текст: Госсов)
12. «Anthem» — 0:57 (музыка: М. Эмотт)
13. «Saints and Sinners» — 4:41 (музыка: М. Эмотт; текст: Госсов/М. Эмотт)

## Участники записи
- Ангела Госсов — вокал
- Майкл Эмотт — соло-гитара, бэк-вокал
- Кристофер Эмотт — ритм-гитара, бэк-вокал
- Шарли Д’Анджело — бас-гитара
- Даниэль Эрландссон — ударные

Дополнительные музыканты:
- Пер Виберг — меллотрон, рояль и другие клавишные
- Ник Мэллинсон — «Хэй» в «Tear Down the Walls»